# Ulen (Minnesota)
Ulen [ˈjuːlən] ist eine Kleinstadt (mit dem Status „City“) im Clay County im Nordwesten US-amerikanischen Bundesstaates Minnesota. Das U.S. Census Bureau hat bei der Volkszählung 2020 eine Einwohnerzahl von 476 ermittelt.
Ulen ist Bestandteil der Fargo–Moorhead Metropolitan Area.

## Geografie
Die 2,8 km² große Stadt liegt rund 30 Kilometer östlich der Grenze zu North Dakota am südlichen Arm des Wild Rice River, einem rechten Nebenfluss des Red River of the North.
Benachbarte Orte von Ulen sind Syre (11,6 km nördlich), Hitterdal (11,3 km südlich) und Felton (19,4 km westlich).
Die nächstgelegenen größeren Städte sind Fargo in North Dakota (62,7 km südwestlich), Winnipeg in Kanada (347 km nördlich), Duluth am Oberen See (371 km östlich), Minneapolis (375 km südöstlich) und Sioux Falls in South Dakota (443 km südlich).
Die Grenze zu Kanada befindet sich etwa 230 Kilometer nördlich.

## Verkehr
Als Hauptstraße führt der Minnesota State Route 32 in Nord-Süd-Richtung durch das Stadtgebiet von Ulen. Alle weiteren Straßen sind untergeordnete und teils unbefestigte Fahrwege sowie innerörtliche Verbindungsstraßen.
In Ulen befindet sich der nördliche Endpunkt einer Nebenstrecke der BNSF Railway, der zweitgrößten Eisenbahngesellschaft des Landes.
Die nächsten Flughäfen sind der Hector International Airport in Fargo (59,5 km südwestlich), der Winnipeg James Armstrong Richardson International Airport (354 km nördlich) und der Minneapolis-Saint Paul International Airport (398 km südöstlich).

## Demografische Daten
Nach der Volkszählung im Jahr 2010 lebten in Ulen 547 Menschen in 234 Haushalten. Die Bevölkerungsdichte betrug 195,4 Einwohner pro Quadratkilometer. In den 234 Haushalten lebten statistisch je 2,16 Personen.
Ethnisch betrachtet setzte sich die Bevölkerung zusammen aus 93,1 Prozent Weißen, 0,4 Prozent Afroamerikanern, 3,7 Prozent amerikanischen Ureinwohnern, 0,2 Prozent (eine Person) Asiaten sowie 0,5 Prozent aus anderen ethnischen Gruppen; 2,2 Prozent stammten von zwei oder mehr Ethnien ab. Unabhängig von der ethnischen Zugehörigkeit waren 0,5 Prozent der Bevölkerung spanischer oder lateinamerikanischer Abstammung.
21,2 Prozent der Bevölkerung waren unter 18 Jahre alt, 50,8 Prozent waren zwischen 18 und 64 und 28,0 Prozent waren 65 Jahre oder älter. 50,6 Prozent der Bevölkerung war weiblich.

Das mittlere jährliche Einkommen eines Haushalts lag bei 42.963 USD. Das Pro-Kopf-Einkommen betrug 20.304 USD. 7,2 Prozent der Einwohner lebten unterhalb der Armutsgrenze.